# Catalina Estrada
Catalina Estrada Carvajal (* 11. Oktober 1998) ist eine costa-ricanische Fußballspielerin.

## Karriere

### Verein
Estrada ist derzeit beim Saprissa FF aktiv.

### Nationalmannschaft
Ihren ersten bekannten Einsatz für die costa-ricanische Nationalmannschaft hatte sie am 15. Juni 2021, als sie bei einem 4:1-Freundschaftsspielsieg über Guatemala in der 69. Minute für Priscilla Chinchilla eingewechselt wurde. Danach kam sie noch in zwei weiteren Freundschaftsspielen zu Spielzeit.
Am 8. Juli 2023 wurde sie für den Kader der Weltmeisterschaft 2023 nominiert.